# 海兰 (犹他州)
海兰（英語：Highland）是美国犹他州犹他县下属的一座城市。建市于1875年，面积大约为8.52平方英里（22.1平方公里），海拔约为4,977英尺（1,517米）。根据2010年美国人口普查，该市有人口15,523人。